# La vigilia di Natale
La vigilia di Natale (The Night Before Christmas) è un film del 1941 diretto da William Hanna e Joseph Barbera. È il terzo cortometraggio animato della serie Tom & Jerry, prodotto dalla Metro-Goldwyn-Mayer e uscito negli Stati Uniti il 6 dicembre 1941, un giorno prima dell'attacco di Pearl Harbor. Questo ne fa l'ultimo cartone animato di Tom e Jerry pre-guerra. Venne nominato per l'Oscar al miglior cortometraggio d'animazione ai Premi Oscar 1942.
Il cortometraggio si apre con i primi versi della poesia A Visit from St. Nicholas come narrazione.

## Trama
Jerry evita una trappola per topi davanti alla sua tana e saltella sotto l'albero di Natale, dove ci sono moltissimi regali. Scambiando il dormiente Tom per un peluche, Jerry sveglia il gatto e ne consegue un inseguimento folle. Vari giocattoli arrivano in soccorso di Jerry mentre scappa. La fuga di Jerry si conclude fuori dalla porta di casa. Tom quindi blocca la buca delle lettere chiudendo fuori Jerry, in mezzo alla neve e al gelo. Tom quindi torna a dormire accanto al fuoco, ma presto lo spirito del Natale lo spinge a riaprire la buca per far entrare Jerry. Il topo però è ormai congelato, e quando Tom se ne accorge lo riporta subito dentro e lo fa scongelare vicino al fuoco. Poi, per scusarsi, gli regala un bastoncino di zucchero, che Jerry usa per far scattare una trappola che aveva messo nella ciotola di Tom e si dirige verso la sua tana. Qui usa il bastoncino per prendere il formaggio che si trova sulla trappola davanti alla tana, scoprendo che essa è in realtà un carillon.